# Feza Gürsey
Feza Gürsey (tr; 7 de abril de 1921 – 13 de abril de 1992) foi um matemático e físico turco. Entre suas contribuições para a física teórica, seus trabalhos sobre o modelo quiral e sobre a simetria SU(6) do modelo de quarks são os mais conhecidos.

## Primeiros anos
Feza Gürsey nasceu em 7 de abril de 1921, em Istambul, filho de Reşit Süreyya Gürsey, um médico militar, e Remziye Hisar, uma química e cientista turca pioneira. Formou-se no Liceu de Galatasaray em 1940 e recebeu seu diploma em Matemática – Física pela Universidade de Istambul em 1944.

## Carreira
Através de uma bolsa de estudos do Ministério da Educação da Turquia, que recebeu enquanto era assistente na Universidade de Istambul, ele buscou um doutorado no Imperial College London no Reino Unido. Completou seu trabalho sobre a aplicação dos quatérnios à teoria quântica de campos em 1950. Depois de passar o período de 1950 a 1951 em pesquisa de pós-doutorado na Universidade de Cambridge, trabalhou como assistente na Universidade de Istambul, onde se casou com Suha Pamir, também assistente de física, em 1952, e em 1953 adquiriu o título de professor associado.
Durante 1957-1961, trabalhou no Laboratório Nacional de Brookhaven, Instituto de Estudos Avançados em Princeton, Nova Jersey, e Universidade Columbia. Na década de 1960, trabalhou no Lagrangiano não-linear quiral, e produziu resultados relevantes para a cromodinâmica quântica.
Retornando à Turquia em 1961, aceitou o título de professor da Universidade Técnica do Oriente Médio (METU) e participou do estabelecimento do Departamento de Física Teórica da METU. Continuando seu trabalho como professor na METU até 1974, ele formou um grupo de pesquisa.
Tendo recebido uma oferta de posição na Universidade Yale em 1965, começou a trabalhar tanto na Universidade Yale quanto na METU, até 1974, quando decidiu deixar sua posição na METU e estabelecer-se nos Estados Unidos para continuar em Yale. Durante esses anos, participou da formulação das teorias de grande unificação baseadas no grupo E(6).

## Morte e legado
Gürsey faleceu em 1992, em New Haven, Connecticut. Ele deixou seu filho, Yusuf Gürsey. O Instituto Feza Gürsey, fundado pelo esforço conjunto da Universidade de Boğaziçi e do TÜBİTAK na Turquia, leva seu nome em sua homenagem.Edward Witten observa:
Feza Gürsey foi um dos membros mais respeitados da comunidade de física e sua morte prematura em 13 de abril de 1992 foi uma grande perda para a física teórica. Ele será sempre lembrado por suas muitas contribuições seminais e profundas para a física teórica, bem como por sua bondade, civilidade e erudição. Para aqueles de nós que o conheceram, ele personificou um estilo de física e uma época na história da física.

O trabalho científico de Feza é marcado por notável originalidade e elegância, além de coragem intelectual. Ele nunca hesitou em escolher problemas que não estavam na moda. Ele trabalhava neles em profundidade, plantando sementes que em alguns casos se desenvolveram em ramos inteiros de nossa disciplina. Exemplos notáveis incluiriam sua concepção do píon em termos de simetria quiral espontaneamente quebrada, e suas contribuições para a introdução de grupos de calibre excepcionais para a grande unificação. Até o fim de sua vida ele estava enfrentando os problemas mais difíceis, plantando novas sementes em solo desconhecido.
Na primeira parte de sua carreira, Gürsey estudou o grupo conforme e as teorias quânticas de campo conformemente invariantes, conceitos cujo papel na física agora é central. Isso se desenvolveu em seu longo e multifacetado interesse nas representações unitárias de grupos não-compactos e suas aplicações ao espaço-tempo. No final dos anos cinquenta, ele fez seu trabalho sobre as transformações de Pauli-Gürsey e mais tarde introduziu o Lagrangiano quiral não-linear, uma de suas contribuições mais seminais para a física teórica. A simetria quiral e as realizações não-lineares de grupos de simetria desde então se tornaram parte integrante da física teórica. Na década de 1960, Feza tornou-se bem conhecido por seu trabalho na simetria SU(6) que combina o spin unitário SU(3) do caminho óctuplo com os graus de liberdade de spin não-relativístico dos quarks. Tentativas subsequentes de entender a origem da simetria SU(6) levaram à introdução dos graus de liberdade de cor dos quarks. A introdução por Feza, em meados da década de 1970, da teoria de grande unificação baseada no grupo excepcional E6 - que continuou a fascinar os físicos teóricos desde então - foi uma faceta de seu longo interesse no possível papel dos quatérnios e octônios na física. Este interesse também levou ao trabalho de Feza sobre analiticidade quaterniônica, que continuou praticamente até o fim de sua vida.
Feza era um professor excepcionalmente inspirador. Ele treinou muitos estudantes de doutorado que agora ocupam posições acadêmicas em numerosos países do mundo. Durante toda a sua vida, ele manteve um espírito jovem e estava sempre entusiasmado em aprender coisas novas. Ele tinha uma relação especial com os jovens e gostava de sua companhia.
Relembrar apenas Feza Gürsey, o físico, não faria justiça completa a ele. Ele era um homem muito culto que destilava os elementos essenciais e sublimes das culturas ocidental e turca e os sintetizava em um todo singularmente único em sua personalidade e sabedoria. Podia-se ter discussões profundas e penetrantes com ele sobre a música de Franz Schubert e Dede Efendi, sobre a poesia de Yunus Emre e Goethe, sobre os romances de Thomas Mann e Marcel Proust, sobre as pinturas de Van Gogh e Giotto, em suma, sobre essencialmente qualquer assunto de profundidade e beleza.

As Conferências Memoriais Gürsey, que serão realizadas bianualmente, são esperançosamente uma maneira adequada de prestar homenagem à sua memória. Esperamos que estas sejam conferências que o próprio Gürsey teria apreciado! Sua memória estará sempre com aqueles de nós que fomos seus amigos e colegas. Strings and Symmetries, Proceedings, Istanbul, Turkey, 1994, Aktas et al.

## Publicações
(Com Chia-Hsiung Tze) On the Role of Division, Jordan, and Related Algebras in Particle Physics (1996), ISBN 981-02-2863-5

## Prêmios e honrarias
- 1969 Prêmio de Ciência do Conselho de Pesquisa Científica e Tecnológica da Turquia (TÜBİTAK) *1977 Prêmio Memorial J. Robert Oppenheimer junto com Sheldon Glashow[5][6] *1977 Prêmio A. Cressey Morrison em Ciências Naturais junto com R. Griffiths *1981 Prêmio do Collège de France *1983 Título honorário de "Commendatore" pela Itália[7] *1986 Medalha Wigner administrada pela Fundação de Teoria de Grupos e Física Fundamental *1989 Prêmio da Associação de Cientistas e Engenheiros Turco-Americanos *1989 Prêmio de Ciência da Fundação Parlar da METU[8] *1990 Prêmio da Fundação Galatasaray

O Instituto Feza Gürsey em Istambul e o Centro de Ciência Feza Gürsey em Ancara foram nomeados em sua homenagem. A Universidade de Boğaziçi mantém um Arquivo Feza Gürsey. Suas representações em bronze podem ser encontradas em vários lugares na Turquia, por exemplo, uma escultura de Charlotte Langlands está presente na Vila Matemática Nesin.